# فوکر اف۲۷ فرندشیپ

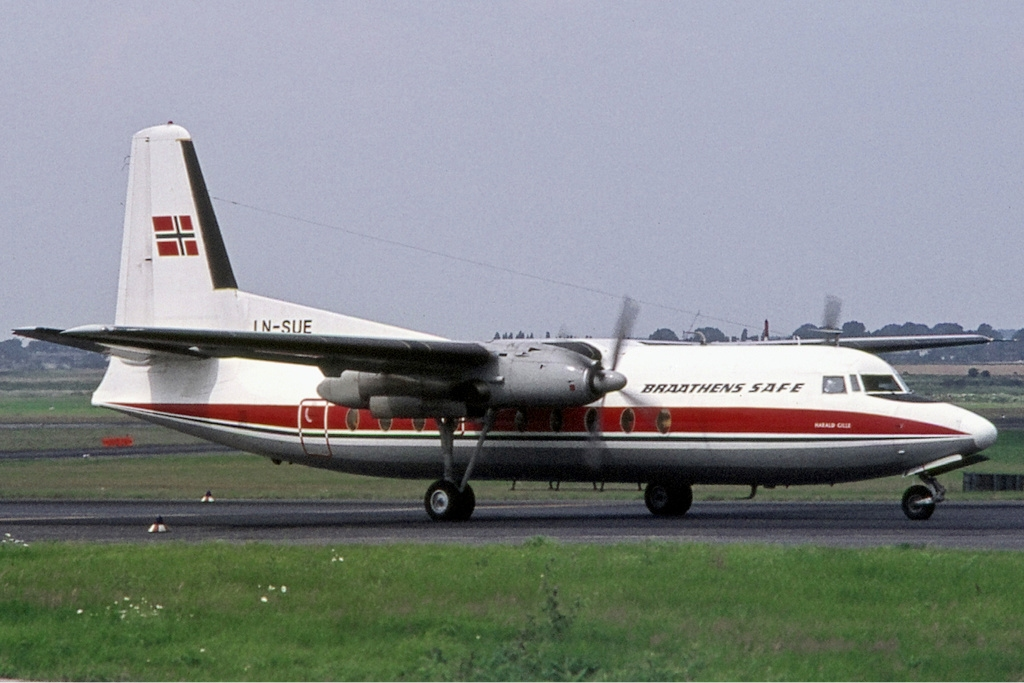
فوکر اف۲۷ فرندشیپ اوت ۱۹۷۴ شرکت براتنس

فوکر اف۲۷ فرندشیپ (Fokker F27 Friendship) هواپیمای مسافربری دارای موتور توربوپراپ است که در شرکت هلندی فوکر، طراحی و تولید می‌شد. این هواپیما پس از ای‌تی‌آر ۷۲ پرفروش‌ترین هواپیمای توربوپراپ جهان بود. طراحی این هواپیما از دهه ۱۹۵۰ در هلند آغاز شد. در ساخت این هواپیما، از موتورهای توربوپراب رولز-رویس دارت استفاده شده بود که دارای لرزش و سر و صدای کمتر است. قابلیت تنظیم فشار هوای درون کابین برای بخش مسافران نیز از دیگر نوآوری‌های طراحان این هواپیما بود. فوکر۲۷ در ۲۴ نوامبر ۱۹۵۵، پرواز اولیه خود را به انجام رساند. در ۱۹ نوامبر ۱۹۵۸، این هواپیما معرفی و ورود آن به بازار، آغاز شد. شرکت فوکر در دهه ۱۹۸۰، تولید جایگزینی مدرن و پیشرفته‌تر برای فرندشیپ با نام فوکر ۵۰ را آغاز کرد.
در مجموع ۷۸۶ فروند از این هواپیما ساخته شد که ۲۰۶ فروند از آن‌ها، تحت لیسانس فوکر و در شرکت آمریکایی فیرچایلد تولید شد.

## سوانح در ایران

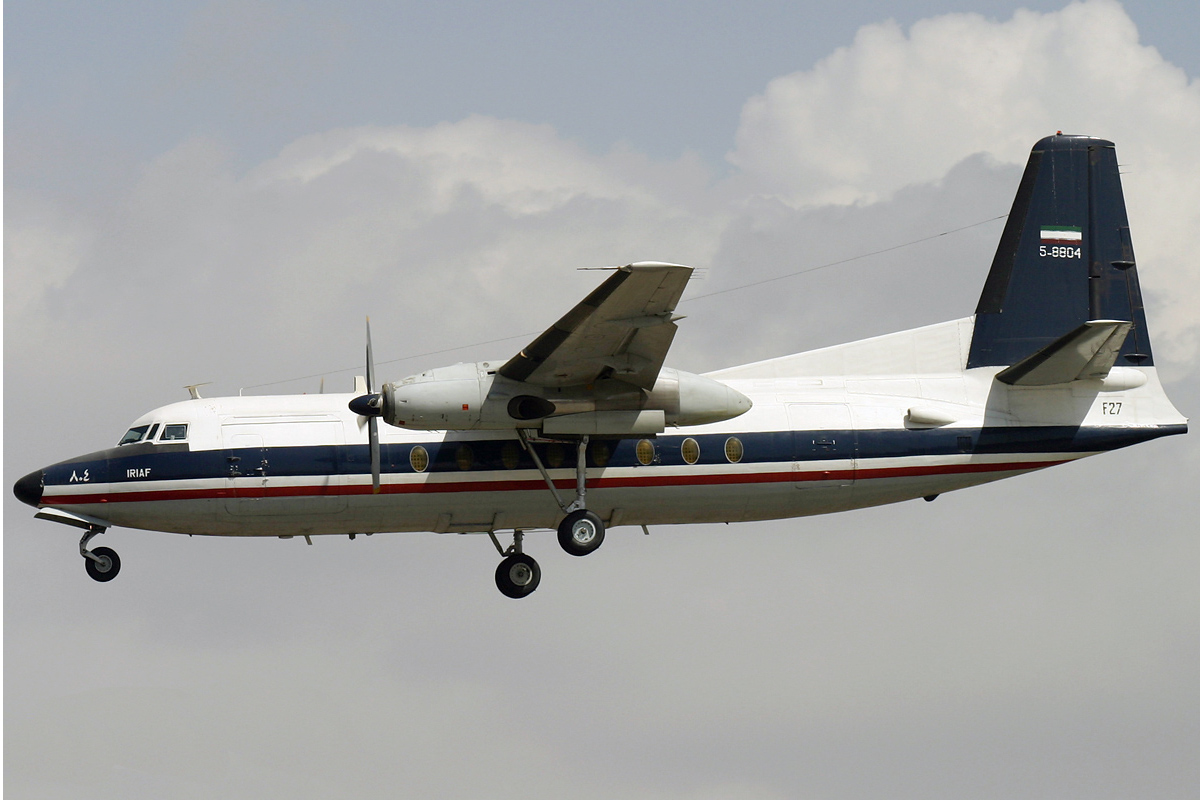
فوکر 27 نیروی هوایی جمهوری اسلامی ایران

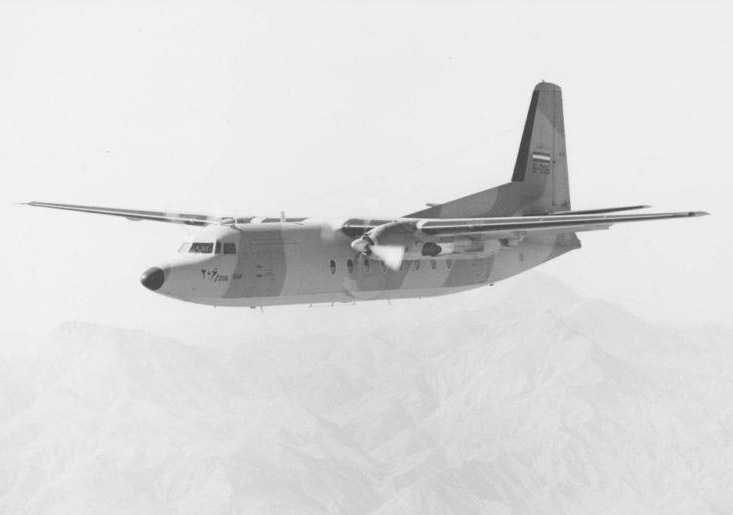
فوکر اف 27 نیروی هوایی شاهنشاهی ایران

- فوکر اف 27 نیروی هوایی شاهنشاهی ایراندر ۱ اسفند ۱۳۶۴ در جریان عملیات والفجر ۸، در نزدیکی اهواز هواپیمای فوکر اف۲۷ فرندشیپ به خلبانی عبدالباقی درویش در محاصره دو فروند میگ-۲۳ نیروی هوایی عراق قرار گرفت. با شلیک هواپیمای عراقی، تمام ۵۱ سرنشین فرندشیپ، کشته شدند.[۴]
- در ۶ اردیبهشت ۱۳۷۱ (۲۶ آوریل ۱۹۹۲)، یک فروند فوکر-۲۷ نیروی هوایی ایران در نزدیکی ساوه سقوط کرد و ۳۹ سرنشین آن کشته شدند.

## ویژگی‌ها

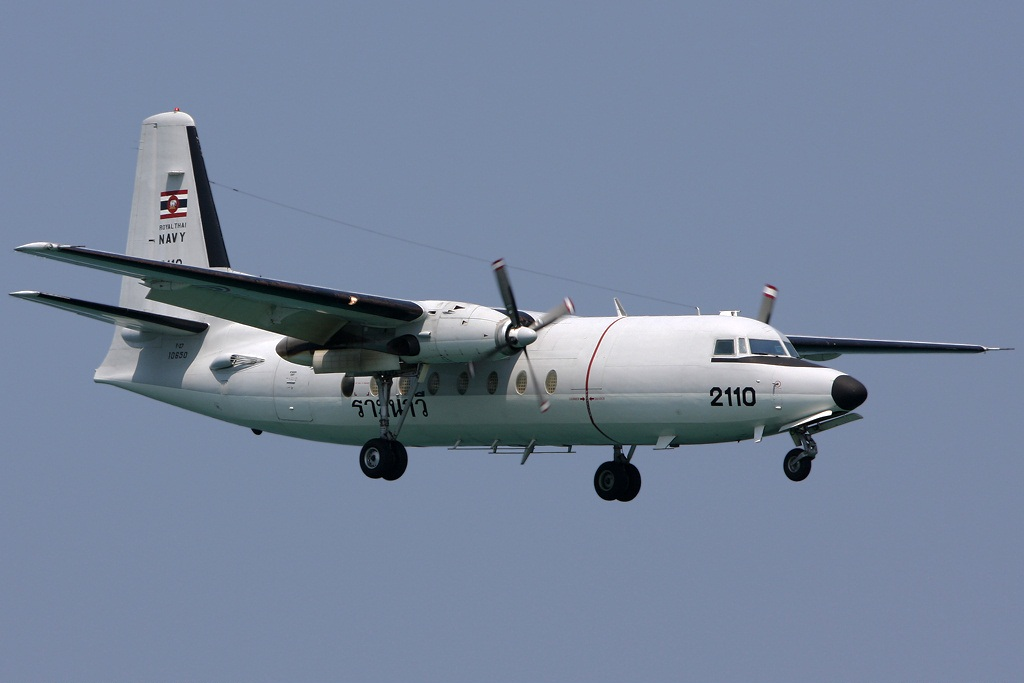
اف۲۴–۴۰۰ام متعلق به نیروی دریایی تایلند در سال ۲۰۱۲

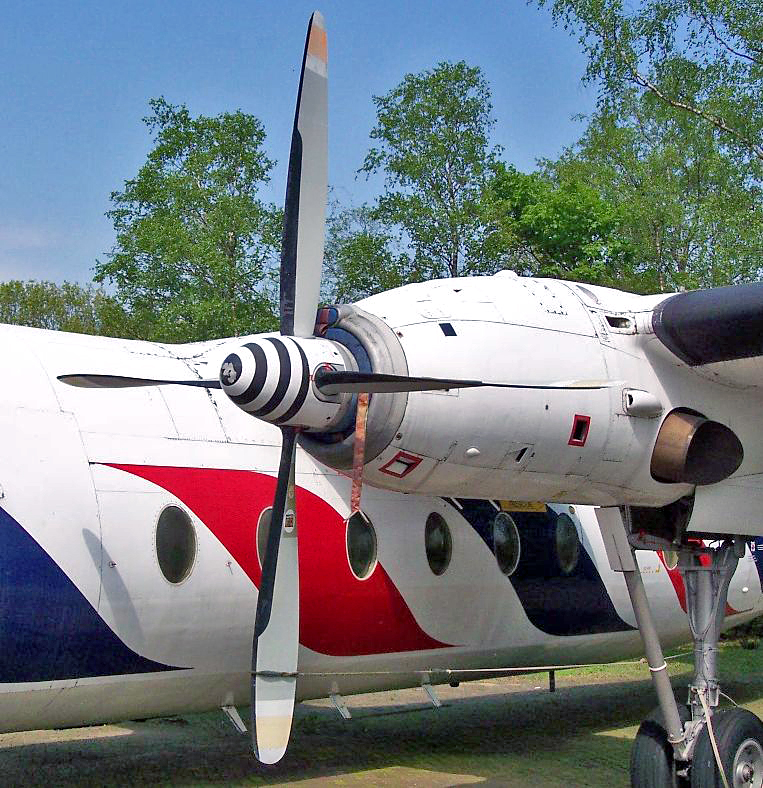
موتور رولز-رویس دارت اف۲۷

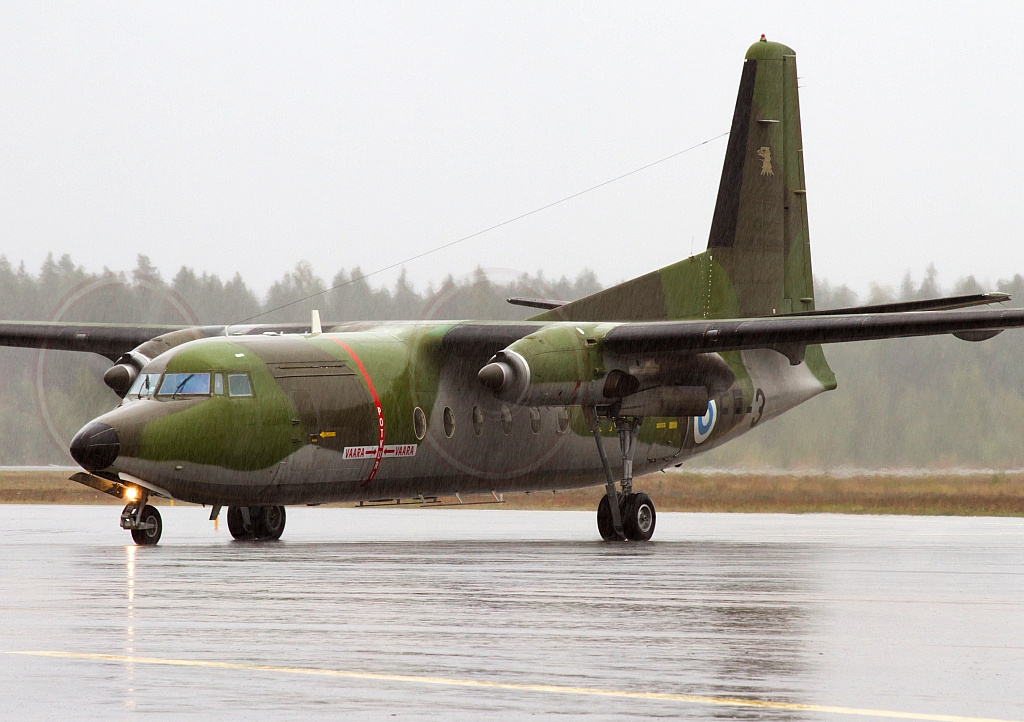
اف۲۴–۴۰۰ام نیروی هوایی فنلاند در فرودگاه یوئنسو

داده‌ها از  
ویژگی‌های عمومی
- خدمه: ۲ یا ۳ نفر
- ظرفیت: ۴۸ تا ۵۶ مسافر
- طول: ۲۵٫۰۶ متر (۸۲ فوت ۳ اینچ)
- پهنای بال: ۲۹ متر (۹۵ فوت ۲ اینچ)
- ارتفاع: ۸٫۷۱ متر (۲۸ فوت ۷ اینچ)
- مساحت بال‌ها: ۷۰ متر مربع (۷۵۰ فوت مربع)
- وزن خالی: ۱۱٬۲۰۴ کیلوگرم (۲۴٬۷۰۱ پوند)
- بیشترین وزن برخاست: ۱۹٬۷۷۳ کیلوگرم (۴۳٬۵۹۲ پوند)
- پیشرانه: ۲ عدد توربوپراب دومرحله‌ای رولز-رویس دارت، ۱٬۶۷۸ کیلووات (۲٬۲۵۰ اسب بخار) در هر موتور

عملکرد
- سرعت کروز: ۴۶۰ کیلومتر بر ساعت (۲۹۰ مایل بر ساعت، ۲۵۰ گره)
- بُرد: ۲٬۶۰۰ کیلومتر (۱٬۶۰۰ مایل، ۱٬۴۰۰ مایل دریایی)
- نرخ صعود: ۷٫۳۷ متر بر ثانیه (۱٬۴۵۱ فوت بر دقیقه)